# Polyporivora
Polyporivora is een geslacht van insecten uit de familie van de breedvoetvliegen (Platypezidae), die tot de orde tweevleugeligen (Diptera) behoort.

## Soorten
- P. boletina (Fallen, 1815)
- P. ornata (Meigen, 1838)
- P. picta (Meigen, 1830)
- P. polypori (Willard, 1914)